# العوني الزاوية
محمد العوني الزاوية (1950 - 8 يوليو 2023) فقيه ومحفظ قرآن ومدرس تفسير مغربي، عُرف بشرحه المبسط لمتن ابن عاشر على قناة السادسة، وكذلك بظهوره ببرنامج "يسألونك" للإفتاء الفقهي.

## مسيرته

### مولده وحياته
ولد الفقيه العوني الزاوية سنة 1950 بالعونات بإقليم الجديدة. كان يرعى الغنم بحقول دكالة نهارا ويتعلم في المساء، ومما زاد من تبحره في العلوم الشرعية والشعر العربي والنحو والفقه وأصول الفقه اشتغاله بالنساخة، حيث نسخ مجموعة كبيرة من الكتب في زمن كانت فيه أدوات الطباعة العصرية نادرة ومكلفة ماديا.

### تعليمه
تابع دراساته العلمية العتيقة، بعدد من المدن واستقر به الأمر في أواخر السبعينات إماما بعمالة الصخيرات تمارة، وانخرط في مركز جامع السنة بالرباط ليتلقى العلوم العديدة على يد عدة علماء، أمثال الشيخ المكي الناصري ومحمد يسف ومحمد بربيش وغيرهم.

### مَناصِبهُ
شغل عددا من المهام العلمية والدينية، محفظا للقرآن الكريم، وواعظا تابعا للمجلس العلمي بعمالة الصخيرات تمارة، وتم تعيينه عضوا بالمجلس العلمي المحلي لتمارة، كما ساهم في تكوين جيل من الباحثين والعلماء حيث عمل أستاذا بمعهد محمد السادس لتكوين الأئمة والمرشدات، وكانت له دروس منتظمة بأكاديمية البشير للدراسات الإسلامية، وتخرج على يديه أزيد من 3360 حافظا للقرآن الكريم. وقد ذاع صيته كثيرا عبر برامجه العلمية بقناة السادسة وإذاعة محمد السادس للقرآن الكريم.

## وفاته
توفي ظهر يوم السبت 19 ذو الحجة 1444 هـ الموافق ل8 يوليو 2023م، بعدما أصيب قبل أيام من وفاته بجلطة دماغية، حيث كان يرقد بمستشفى الشيخ زايد بالرباط. وكانت صلاة جنازته بعد صلاة ظهر يوم الأحد بمسجد إبراهيم الخليل بحي المسيرة 2 القريب من مقر سكنه بتمارة، قبل التوجه بجثمانه نحو مقبرة ظهر الزعتر لمواراته الثرى.